# Howard Bernstein
Howard Bernstein alias Howie B, född 2 mars 1966 i Glasgow i Skottland, är en brittisk musiker och musikproducent som arbetat med artister som U2, Brian Eno och Björk Guðmundsdóttir.
Bernstein har även producerat filmen Wet Hot American Summer.